# Lanškroun (nádraží)
Lanškroun je dopravna D3 (někdejší železniční stanice) v jihozápadní části města Lanškroun v okrese Ústí nad Orlicí v Pardubickém kraji nedaleko Ostrovského potoka. Leží na neelektrizované jednokolejné trati z Rudoltic v Čechách. Od roku 2018 je plánována stavba sjednoceného vlakového a autobusového terminálu.

## Historie
1. ledna 1885 otevřela Rakouská společnost státní dráhy (StEG) čtyřkilometrovou trať ze stanice Rudoltice v Čechách do Lanškrouna. Odtud od roku 1845 vedla železnice společnosti Severní státní dráha z Olomouce do Prahy. Nově postavené nádraží v zde vzniklo jako koncová stanice, dle typizovaného stavebního vzoru. Vznikly zde též přidružené dopravní stavby.
Po zestátnění StEG v roce 1908 pak obsluhovala stanici jedna společnost, Císařsko-královské státní dráhy (kkStB), po roce 1918 pak správu přebraly Československé státní dráhy.

## Popis
Nachází se zde jedno jednostranné nástupiště u staniční budovy.